# 太田資順
太田 資順（おおた すけのぶ）は、江戸時代後期の大名。遠江国掛川藩の第3代藩主。官位は従五位下・摂津守。掛川藩太田家7代。

## 略歴
第2代藩主・太田資愛の次男。母は側室と言われている。幼名は正之助。
天明5年（1785年）に長兄の資武が早世したため、世子に選ばれた。文化2年（1805年）の父の死去により跡を継ぎ、翌年には奏者番となった。しかし3年後の文化5年（1808年）10月7日（または10月11日）に45歳（または47歳）で死去し、跡を弟で養嗣子の資言が継いだ。法号は道栄日感大悟院。墓所は静岡県三島市の妙法華寺。

## 系譜
父母
- 太田資愛（父）

正室、継室
- 丹羽高庸の娘（正室）
- 本多忠可の娘（継室）

子女
- 永井直与正室

養子
- 太田資言 - 実弟